# ویلیام کابل
ویلیام کابل (William Cabell) (زادهٔ ۱۳ مارس ۱۷۳۰ – درگذشتهٔ ۲۳ مارس ۱۷۹۸)، مزرعه‌دار، سرباز و سیاستمدار آمریکایی بود که برای بیش از چهار دهه در هر دو شورای مجلس عمومی ویرجینیا خدمت نموده و از منطقه‌ای که مزرعه‌های خودش و اعضای خانواده‌اش واقع در قسمت علیای رود جیمز، نمایندگی کرد.

## اوایل زندگی، خانواده و تحصیلات
کابل در ۱۳ مارس ۱۷۳۰ در لیکینگ هول کریک در منطقه‌ای که آن زمان شامل شهرستان بزرگ گوچلند، ویرجینیا بود، زاده شد. وی بزرگترین فرزند پزشک، مزرعه‌دار و نقشه‌بردار ویلیام کابل (۱۶۹۹ – ۱۷۷۴ میلادی) که از وارمنیستر، انگلستان مهاجر شده بود و همسرش الیزابت برکس (۱۷۰۵ – ۱۷۵۶ میلادی) بود. ویلیام کابل چندین برادر کوچکتر، جوسیف کابل (۱۷۳۰ – ۱۷۹۸ میلادی)، جان کابل (۱۷۳۵ – ۱۸۱۵)، نیکولاس کابل (۱۷۵۰ – ۱۸۰۳ میلادی) و یک خواهر به‌نام مری داشت. همه برادران کابل (و شوهر مری، جان هورسلی) مدت کوتاهی پس از مرگ پدر شان، در جریان جنگ انقلاب آمریکا به گروه میهن‌دوستان ملحق شده و با خانواده‌های برجسته ازدواج نمودند (و خانواده خود را یکی از نخستین خانواده‌های ویرجینیا ساختند)، چون آنها با استفاده از برده مزرعه‌های خود را مدیریت می‌کردند و در مجلس عمومی ویرجینیا و حکومت‌های محلی خدمت می‌کردند.
پدر کابل برای چندین سال به انگلستان بازگشت تا املاک پدر خود را تسویه نماید و در جریان این مدت اغلب به همسر خود نامه می‌نوشت و در مورد تحصیلات پسران خود تأکید می‌کرد. الیزابت برکس کابل املاک خانواده خود را مدیریت می‌کرد و در این جریان آنها را به‌طور قابل‌توجهی افزایش داد (از جمله خریداری برده‌ها). طبق رسم خانوادگی، پس از کسب آموزش‌های مناسب طبقه اجتماعی خود از والدین و معلم خصوصی در خانه، این ویلیام کابل در کالج ویلیام و مری در ویلیامزبرگ پذیرفته شد. در یک مقطعی از زمان، این کالج شایستگی ویلیام به عنوان نقشه‌بردار را تصدیق نمود و از اینرو در ۱۷۴۹ میلادی، وی به تجارت نقشه‌برداری پدر خود همکاری می‌کرد. حرفه عمومی وی در ۱۷۵۱ میلادی شروع شد، چون وی در این سال به عنوان متصدی امور مالی حوزه اسقفی سنت آن در شهرستان البمارل، ویرجینیا به پدر خود ملحق شد. دو سال بعد، وی یک سمت رسمی به عنوان نقشه‌بردار مستقل دریافت کرد. با توسعه مناطق مسکونی به‌سوی غرب در پدمانت ویرجینیا، مجلس عمومی ویرجینیا شهرستان البمارل را در ۱۷۴۴ میلادی از بخش غربی شهرستان گوچلند ایجاد کرد، شهرستان باکینگهام را از بخش جنوبی شهرستان البمارل ایجاد نموده و شهرستان آمرست را از بخش غربی در ۱۷۶۱ میلادی ایجاد نمود. جوسیف و جان کابل برای چندین دوره از شهرستان باکینگهام در مجلس ویرجینیا نمایندگی نموده و نیکولاس کابل (کسی که آخرین مزرعه پدر خود معروف به «لیبرتی هال» را به ارث برده بود) نیز برای چندین دوره از شهرستان آمرست در مجلس ویرجینیا نمایندگی کرد (با این حال، «لیبرتی هال» بعدتر از شهرستان آمرست جدا شده و به‌نام شهرستان نسلون، خود یک شهرستان مستقل شد).
این ویلیام کابل در ۱۷۵۶ میلادی با مارگارت جوردن ازدواج کرد، جوردن دختر سرهنگ ساموئل جوردن بود، کسی که در آینده برای یک دوره از شهرستان باکینگهام در مجلس ویرجینیا نمایندگی کرد. بزرگترین فرزند آنها، ساموئل جوردن کابل، در نخستی سال ازدواج آنها به‌دنیا آمد و همانند پدر خود مزرعه‌دار و سیاستمدار شد و در کنگره ایالات متحده آمریکا و مجلس نمایندگان ویرجینیا خدمت کرد. برادر کوچکتر وی ویلیام کابل جونیور (۱۷۵۹ – ۱۸۲۲ میلادی) که همچنین در ارتش قاره‌ای خدمت کرد، با دختر قاضی اهل ویرجینیا پاول کرینگتون ازدواج نمود و جانشین پدر خود در مزرعه «یونیون هیل» شد، مزرعه‌ای که یک قسمت اعظم آن هنگام تشکیل شهرستان نلسون از بخشی از شهرستان‌های البمارل و آمرست در ۱۸۰۸ میلادی، به این شهرستان تعلق گرفت. دو پسر دیگر آنها لاندون کابل (۱۷۶۵ – ۱۸۳۴ میلادی) و هکتور کابل (۱۷۶۸ – ۱۸۰۷ میلادی) نام داشتند و بیوه هکتور با قاضی ویلیام دانیل ازدواج کرد و در راستای پرورش قاضی آینده ویلیام دانیل کمک نمود. سه دختر آنها نیز ازدواج کردند. مارگارت با مزرعه‌دار مشهور شهرستان نسلون و بازرگان رابرت رایوز ازدواج کرد؛ فرزند آنها ویلیام کابل رایوز در آینده یک حقوق‌دان و دیپلمات برجسته شد. پائولینا (۱۷۶۳ – ۱۸۴۵ میلادی) با سرگرد ادموند رید ازدواج نموده و پس از مرگ وی در حدود ۱۸۰۸ میلادی با کشیش ناش لی‌گراند ازدواج نمود. کوچکترین دختر آنها الیزابت (۱۷۷۴ – ۱۸۰۱ میلادی) با پسر عموی خود ویلیام اچ. کابل (۱۷۷۲ – ۱۸۵۳ میلادی؛ پسر نیکولاس) ازدواج کرد، کسی که فرماندار ویرجینیا شده و پس از مرگ الیزابت، رئیس اداره‌ای شد که بعدها به‌نام دادگاه عالی ویرجینیا یاد شد.

## مزرعه‌دار، سیاستمدار و افسر نظامی در دوران استعمار
در ۱۷۵۶ میلادی، ویلیام کابل در نخستین انتخابات خود برنده شده و متعاقب بهار همان سال حرفه‌ای را آغاز کرد که به چهار دهه حرفه سیاسی وی به عنوان نماینده در مجلس ایالتی ویرجینیا مبدل شد و در این جریان وی در نخست از شهرستان البمارل و پس از آن از شهرستان آمرست، بعد از ایجاد این شهرستان توسط مجلس قانون‌گذاری در ۱۷۶۱ میلادی، نمایندگی کرد. رأی‌دهندگان شهرستان آمرست وی را مجدداً به عنوان نماینده (نیمه-وقت) خود در دوره‌های بعدی مجلس انتخاب نمودند تا اینکه لرد دنمور درست قبل از آغاز جنگ انقلاب آمریکا این مجلس را ملغا کرد. در ۱۷۶۴ میلادی، کابل یکی از نخستین کسانی بود که عضویت شرکت کانال رود جیمز (هرچند این شرکت به‌طور رسمی تا ۵ ژانویه ۱۷۸۵ از سوی مجلس قانون‌گذاری تشکیل نگردید) را کسب کرد و در ۱۷۷۲ میلادی نخستین دوره از چندین دوره کاری خود به عنوان خزانه‌دار شهرستان آمرست را آغاز نمود.
کابل در ۱۷۵۶ میلادی به شبه‌نظامیان شهرستان البمارل ملحق شده و دو سال بعد (همراه با پدر زن خود ساموئل جوردن و جان نیکولاس) عضو یک کمیسیون شد تا خسارات وارده ناشی از شبیخون‌های آمریکایی‌های بومی در سال قبل و همچنین قوانین مرتبط با فراهم نمودن خدمات شبه‌نظامیان در جریان جنگ فرانسه و هندی‌ها را بررسی نماید. فرماندار فرانسیس فوکوایر، کابل را در ۱۱ اکتبر ۱۷۶۰ به عنوان سرهنگ شبه‌نظامیان شهرستان البمارل گماشت و در سال بعد به‌خاطر خدماتی که وی انجام داده بود ۴۶۰ آکر و ۱۲۴۳ آکر زمین در شهرستان برانسویک به وی اعطاء کرد.
دکتر کابل در میان ۱۶ فوریه ۱۷۶۱ و ۲ مه ۱۷۶۳ شروع به تقسیم زمین خود (برخی از این زمین‌ها را از طریق فرمان‌های بخشش سلطنتی در ۱۷۳۸ میلادی به‌دست آورده بود) در میان پسرانش نمود. او ۱٬۷۸۵ آکر زمین از میراث خود را قبل از وقت به ویلیام کابل اعطاء کرد (هرچند وی از ۱۷۵۲ میلادی به بعد در چند آکر از زمین که با رود فلوانا مرز داشت زندگی می‌کرد) و شروع به تأسیس چیزی کرد که به نخستین مزرعه اصلی وی «یونیون هیل» تبدیل شد. یک دهه قبل در ۱۷۵۳ میلادی، ویلیام کابل نخستین قطع زمین ادعایی خود به مساحت ۲٬۷۰۰ آکر را در سمت شرقی کوه توباکو را به‌دست آورده بود و او در مقابل آن ۱۲ پوند و ۱۵ شلنگ به‌طور نقدی به حکومت استعماری پرداخت کرد. در ۱۷۶۰ میلادی، این ویلیام کابل زمین‌های هر دو سوی شاخابه فیندلی که با زمین میراثی پدر ش متصل بود را به نام خود ثبت نموده و در ۱۷۶۴ میلادی قطعه زمینی دیگر به مساحت ۵۷۹ آکر را به آن اضافه کرد – و طی سال‌های بعدی وی خانه‌ای در این مزرعه خود ساخته و همواره به اضافه کردن زمین ادامه می‌داد.
ویلیام کابل همزمان به عنوان نخستین رئیس دادگاه شهرستان آمرست، نخستین ستوان شهرستان (مسئول ارشد نظامی)، نخستین نقشه‌بردار شهرستان (مهم‌ترین اداره در یک شهرستان مرزی جدید) و نخستین پزشک قانونی انتصاب یافت و تمامی این سمت‌های حقوقی، اجرائی و قضایی را تا ۱۷۷۵ میلادی ادامه داد. چون وی تمامی ادارات شهرستان را تا ۱۷۷۵ میلادی در دست داشت، تاریخ‌نگار خانوادگی احتمال می‌دهد که بیشتر وظایف اداری از سوی منشی‌ها یا برخی افراد دیگر تحت سرپرستی وی انجام می‌شد.